# Sitellitergus simiolus
Sitellitergus simiolus är en tvåvingeart som beskrevs av Henry J. Reinhard 1964. Sitellitergus simiolus ingår i släktet Sitellitergus och familjen parasitflugor. Inga underarter finns listade i Catalogue of Life.